# Sophie Wilhelmine von Ostfriesland

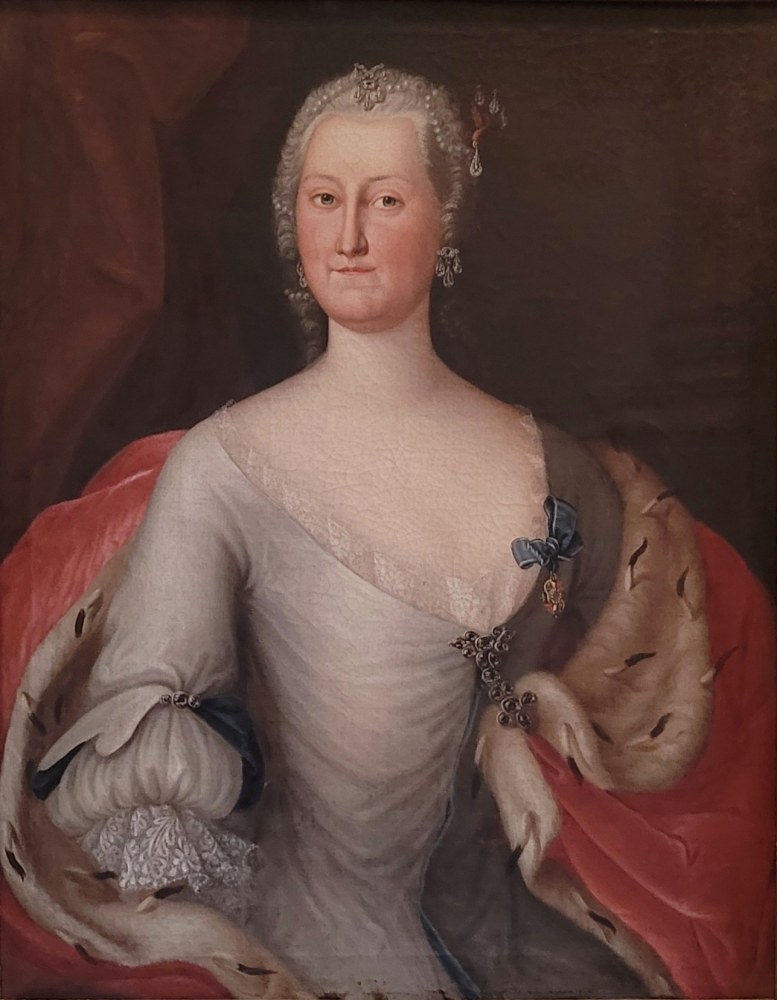
Sophie Wilhelmine von Ostfriesland

Sophie Wilhelmine von Ostfriesland  (* 17. Oktober 1659 in Aurich; † 4. Februar 1698 in Bernstadt, Herzogtum Bernstadt), war als Frau des Herzogs Christian Ulrich I. Herzogin von Württemberg-Oels.

## Leben
Sophie Wilhelmine war eine Tochter des Fürsten Enno Ludwig Cirksena von Ostfriesland und der Sophie von Barby. Als sie ein Jahr alt war, starb ihr Vater. Sophie Wilhelmine wuchs danach bei ihrer Mutter in Berum und nach deren Tod 1677 am Hofe ihrer Tante Christine Charlotte, einer Tochter Herzog Eberhards III. von Württemberg, in Aurich auf. Diese regierte nach dem Tod ihres Mannes, des Fürsten Georg Christian von Ostfriesland, ab dem Jahre 1665 für 25 Jahre vormundschaftlich die Grafschaft Ostfriesland.
Am 4. Februar 1695 heiratete Sophie Wilhelmine wahrscheinlich in Hamburg den Oelser Herzog Christian Ulrich I. (* 9. April 1652; † 5. April 1704). Sie war die dritte von vier Ehefrauen des Herzogs von Württemberg-Oels. Nach ihrer Eheschließung lebte sie zumeist in Bernstadt. Das Paar hatte eine Tochter:
- Auguste Luise (* 21. Januar 1698 in Bernstadt; † 4. Januar 1739 auf Schloss Skarsine bei Trebnitz), Prinzessin von Württemberg-Oels ⚭ Georg Albrecht, Herzog von Sachsen-Weißenfels-Barby

Rund einen Monat nach der Geburt ihrer Tochter starb Sophie Wilhelmine im Kindbett. Zunächst wurde sie in der Katharinenkirche Bernstadt begraben. 1700 wurde der Sarg der Herzogin in die neuerbaute Gruftkapelle der Schlosskirche Oels überführt.